# ایل بارزانی
ایل بارزانی ایلی است کرد، برآمده از منطقۀ بارزان در ناحیه قدیمی نزدیک حکاری ترکیه در کردستان عراق است. ایشان در اصل از پیروان طریقت نقشبندیه بوده‌اند اما امروزه کمتر آگاهی‌ای از این امر در میان‌شان باقی مانده‌است. برخی این احتمال را مطرح کرده‌اند که اصل ایشان از جبال بارز در استان کرمان باشد. این ایل پنج تیره دارد:نزاری، بَروژی، مزوری، شیروانی و دوله مَری.

## تاریخچه
دربارهٔ ایشان اطلاعات کتبی و مستند مهم در دست نیست، آنچه هست بیشتر شفاهی است و سینه به سینه نقل شده و مخلوط به افسانه و حماسه است.
کهن‌ترین جایی که نام بارزان مورد اشاره واقع شده، در کارنامه اردشیر بابکان است که می‌گوید:
... پس از آن کِرم کشته شد، اردشیر به گوبار کشید سپاه بزرگی به کرمان برد، به کارزار بارزان.
اگرچه مکان مورد اشاره به‌طور مشخص‌در منطقهٔ کرمان در ایران قرار دارد، اما محمدعلی سلطانی خاستگاه اصلی ایل بارزان را از منطقهٔ کارزار در جبال بارز در کرمان دانسته و اشاره کرده‌است که اهالی جبال بارز در بیشتر منابع کرد دانسته شده‌اند.
شرف خان بدلیسی در ۱۰۰۵ هجری از باریزان به عنوان قریه‌ای در تملک امرای بهدینان نام برده‌است. در اوایل سده سیزدهم این قریه به اقامت گاه مشایخ طریقه نقشبندیه تبدیل شد. همین طریقه از مهم‌ترین علل تشکل کردان بارزانی است. مروج طریقه در میان طایفه‌های کرد مولانا خالد نقشبندی شهرزوری و خلفای وی بودند، شیخ تاج الدین بارزانی، شیخ بارزان که از پیروان وی بود، در میان طایفه‌های کرد پیروانی یافت. همین سبب افزایش جمعیت طایفه بارزانی و قریه بارزان شد. این طایفه که در اوایل سده سیزدهم تنها از ۷۵۰ خانوار تشکیل می‌شد در چهل سال بعد شمارش به ۱٬۸۰۰ خانوار یعنی حدود ۹٬۰۰۰ نفر رسید.
شیخ رشید لولان، رهبر برادوست‌ها و عده‌ای دیگر، شیخ احمد بارزانی را به‌دلیل تغییر دین از اسلام به یهودیت، بدعت‌گذار نامیدند.

## نسل‌کشی
در سال ۱۹۸۳ و در جریان نسل‌کشی کردها توسط حکومت حزب بعث عراق به رهبری صدام حسین، نزدیک به ۸ هزار نفر از قبیلهٔ بارزانی قتل‌عام شدند. بهانهٔ این قتل‌عام، مشارکت و پشتیبانی بارزانی‌ها از نیروهای ایران در عملیاتی بود که در ژوئیهٔ ۱۹۸۳ علیه ارتش بعث عراق انجام شده‌بود. به دستور صدام حسین، اردوگاه‌های قوش‌تپه و دیانا در نزدیکی اربیل محاصره شد. دستور داده شده‌بود که هر مرد ۱۲ سال به بالایی را از سالم یا معلول و تن‌درست و بیمار که دستار سرخ (نشان وابستگی به ایل بارزانی) بر سر داشته‌باشد، به‌طور سوار کامیون کرده و به بغداد بفرستند. تمام این افراد سپس به جنوب عراق و از آنجا به اردوگاهی در مرز عراق و اردن فرستاده شدند و از سرنوشت آنان هرگز خبری به دست نیامد. چند هفته پس از این قتل‌عام، به دستور صدام حسین، سه پسر مصطفی بارزانی بازداشت و اعدام شدند. در جریان گفتگوهای ناموفق صلح که بعدها میان جلال طالبانی و صدام حسین صورت گرفت، طالبانی به سرنوشت این ۸ هزار نفر اشاره کرده‌بود، و صدام پاسخ داده‌بود که: «چرا یک طالبانی باید نگران و دلواپس احوال یک بارزانی باشد؟»